# Colonia Cavour

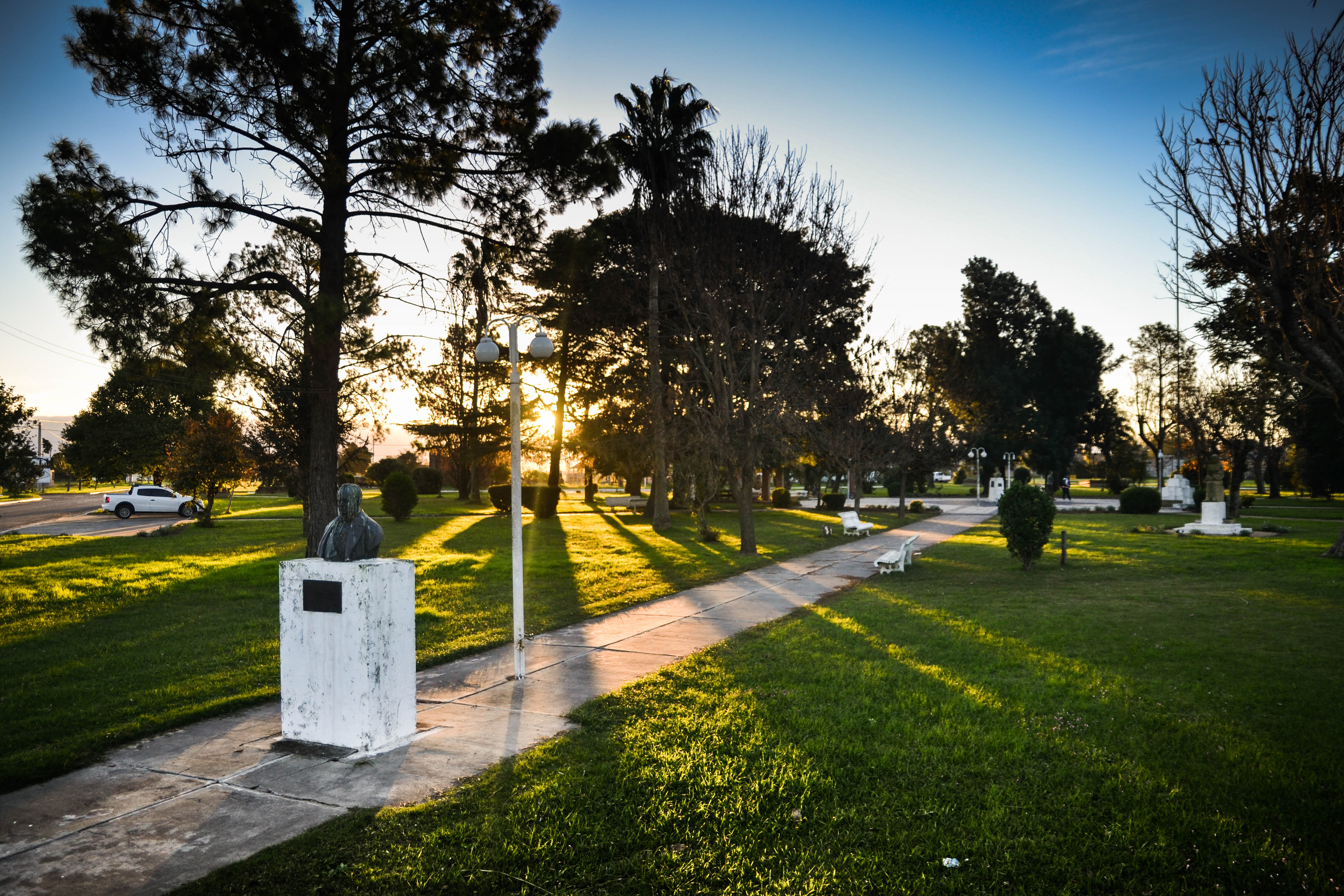
Plaza principal - Cavour - Santa Fe

Colonia Cavour es una comuna del departamento Las Colonias, en la provincia de Santa Fe, República Argentina. A 50 km de la ciudad capital de la provincia de Santa Fe.

## Población
Cuenta con 329 habitantes (Indec, 2010), lo que representa un incremento frente a los 306 habitantes (Indec, 2001) del censo anterior.
| Gráfica de evolución demográfica de Colonia Cavour entre 1991 y 2010 |
|                                                                      |
| Fuente: Censos nacionales del INDEC                                  |

## Creación de la Comuna
- 10 de junio de 1886

## Toponimia
En homenaje al Conde de Cavour considerado como el padre de la unificación italiana junto a Giuseppe Garibaldi y Giuseppe Mazzini.

## Historia
La colonia que dio origen al nombre fue fundada en el año 1869 por el Sr. Lambruschini, distante 9 leguas de Santa Fe, con una tierra vegetal de superior calidad, lagunas de agua permanente, cañadas y terrenos accidentados, que invitaban a la colonización, se vio demorada en su desarrollo por las intrigas y amenazas de los colonos de la Esperanza, y sólo una parte de ella fue poblada.
La siembra de trigo constituyó la primordial ocupación de sus habitantes, siguiendo en menor escala el maíz, cebada y otras semillas (1881). Diferentes especies de frutales (4.800), moreras 250, pies de parras 133 y 200.000 árboles para leña y madera, constituían la riqueza forestal de sus primeros años.
Las crónicas decían que pastaban en sus praderas:
300 bueyes de labor; 605 caballos de labor; 30 mulas, 400 vacas lecheras, 457 vacunos, 150 yeguarizos, 450 lanares y 500 cerdos.
La administración política era ejercida por el juez de paz de Humboldt (1881).
La gran mayoría de los habitantes pertenecían a la religión católica, habiendo un número menor de protestantes. Una escuela mixta impartía la enseñanza a los niños de La colonia.
Estaban afincados en La Colonia en el año 1872 las siguientes familias: J. Nehr, G. Lehmann, J. Acosta, J. Schreir, D, Brandt, J. Nagu, Santillán, Detruel, Mayer, Depuget, Escoyer, Belén, Schubert, Cattin, Marachiní, Barini, Giebert, Cattanio F., Staign F., Reinales, Herzog Martin, de San Gerónimo, propíetario de varias concesiones, Luis Colombo.
Los edificios exístentes en La colonia, en el año 1881, eran: casas de azotea 6, de, tejas 10, de paja 100, ranchos 65. Un molino a vapor, uno a mula, uno de agua, constituían sus establecimientos industriales. Un tendejón, una pulpería y un puesto de abasto eran los comercios de la época.

## Santo Patrono

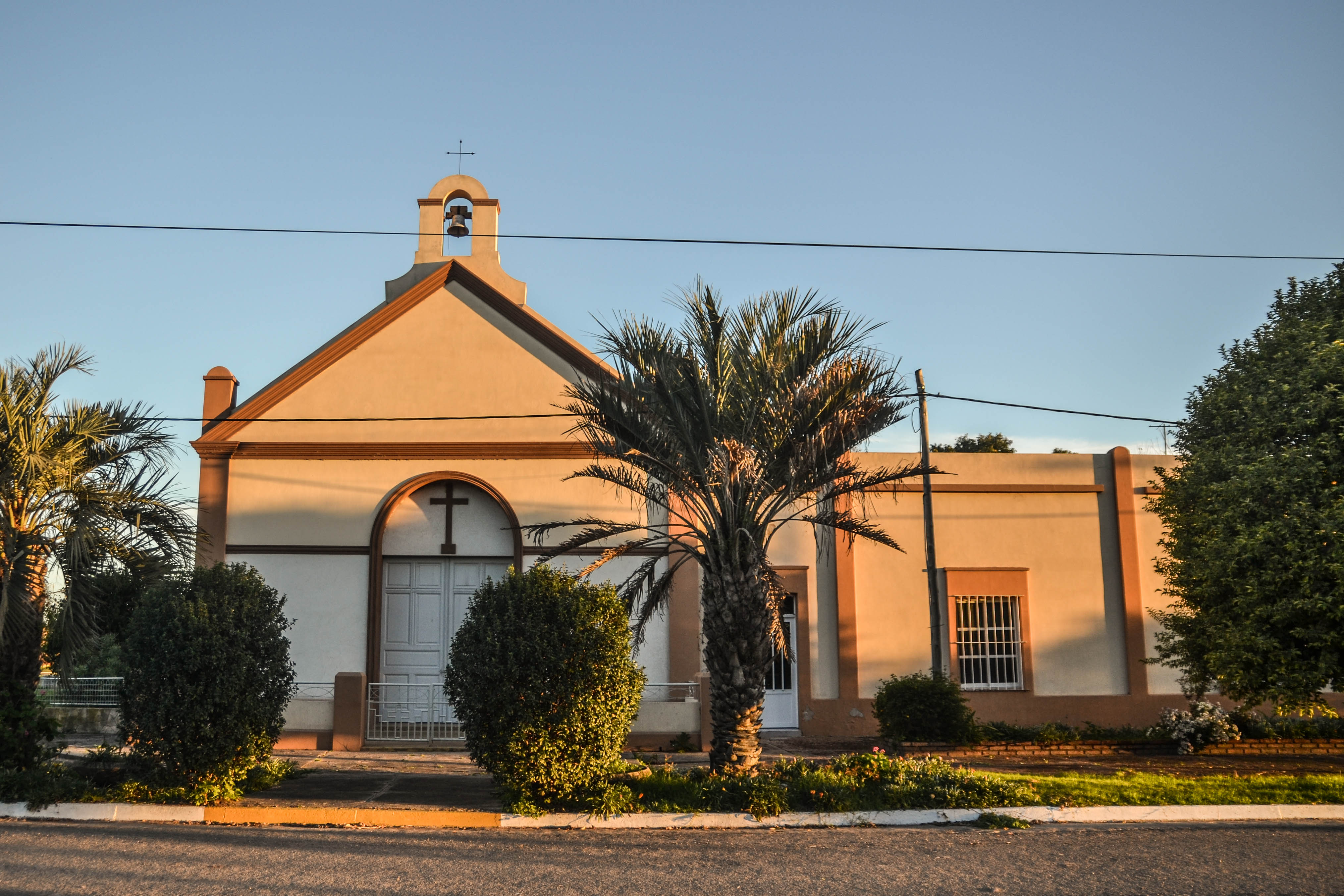
Capilla San Roque - Cavour - Santa Fe

- Capilla San Roque - Cavour - Santa FeSanto Domingo de Guzmán, 8 de agosto

## Escuelas

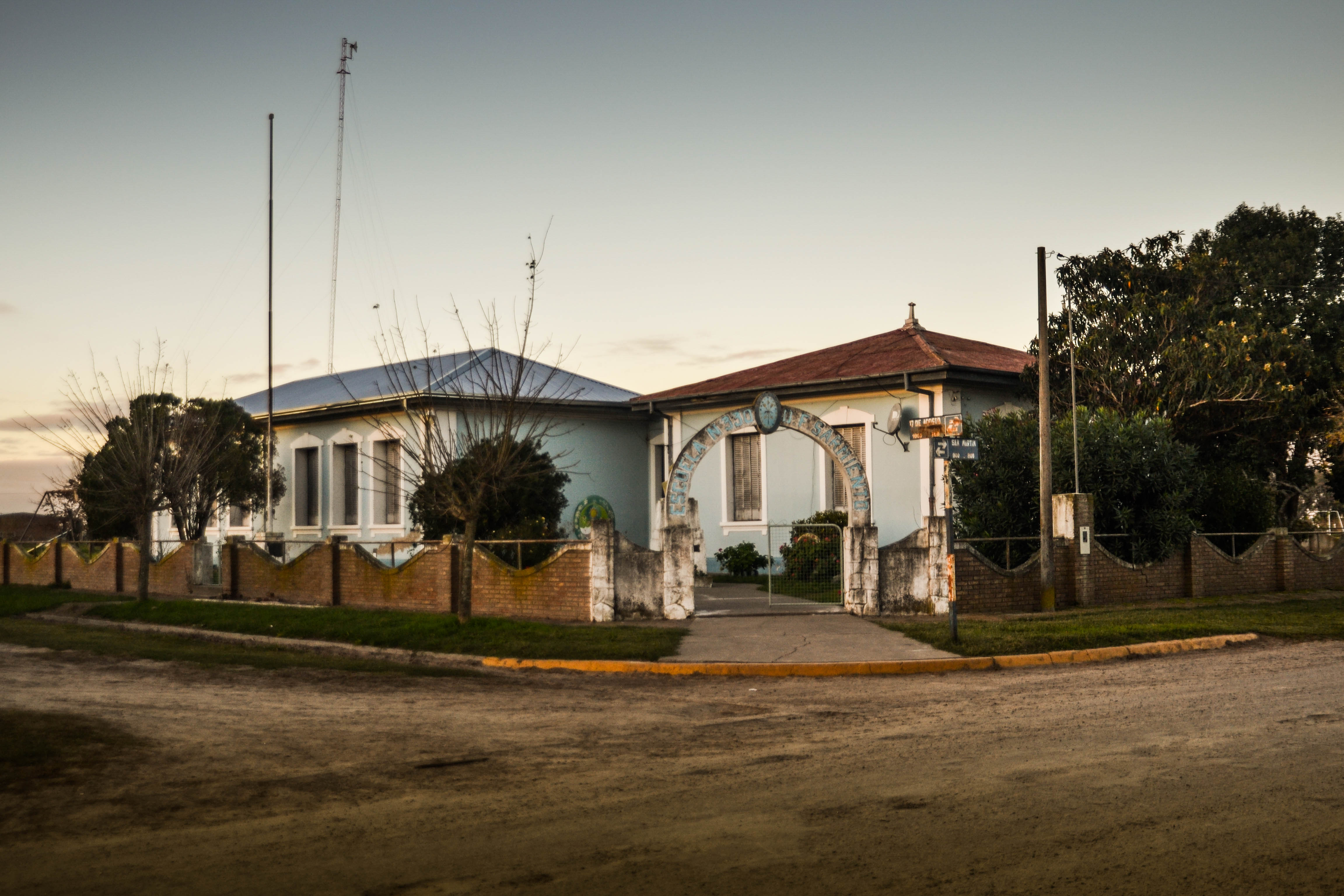
Escuela Domingo F. Sarmiento - Cavour - Santa Fe

Domingo F. Sarmiento - zona urbana 
Dr. Rafael Bielsa - zona rural

## Deportivas

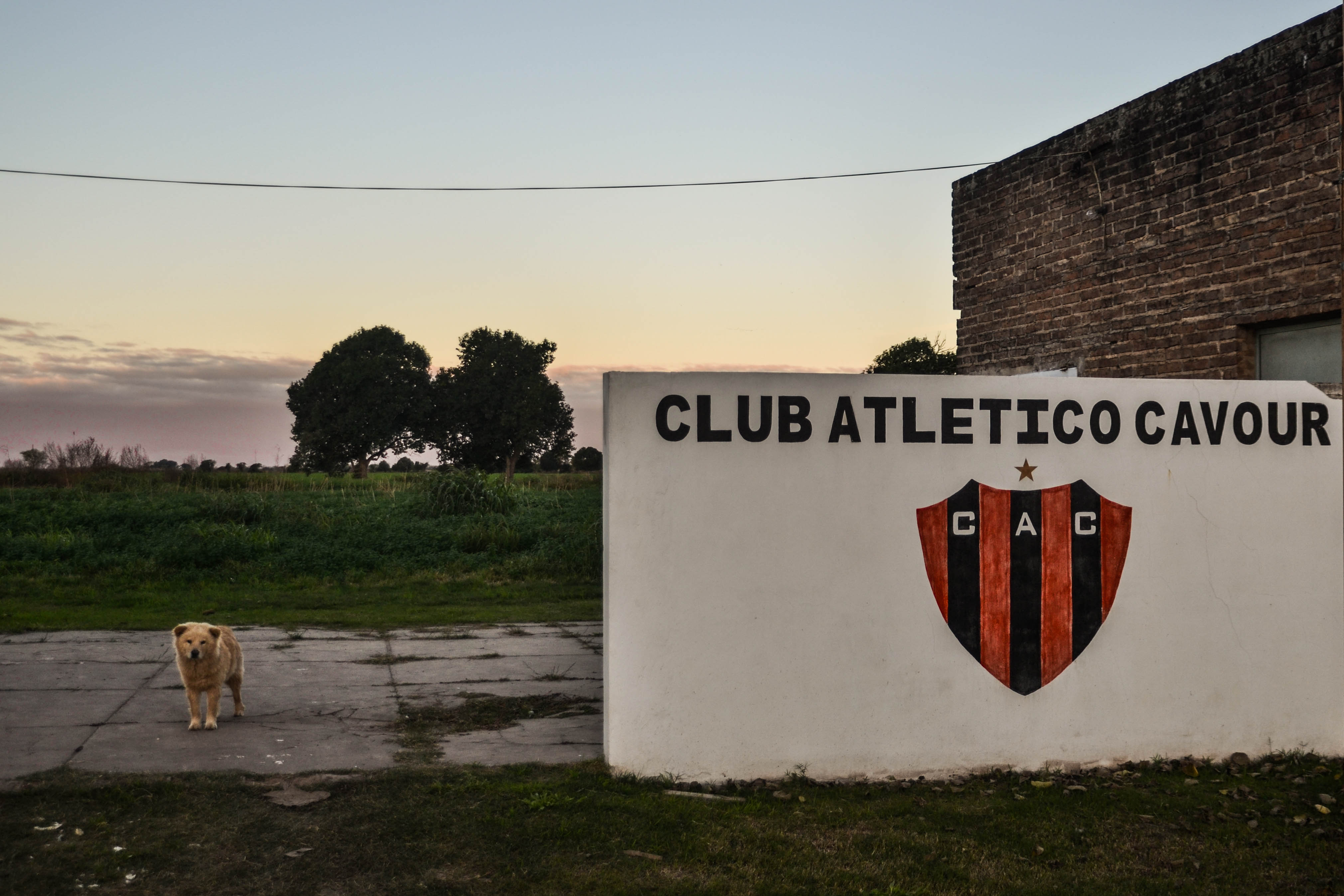
Club Atlético Cavour - Santa Fe

- Club Atlético Cavour - Santa FeClub Atlético Cavour

## Sitios externos
- Sitio provincial
- Sitio Relevamiento Patrimonial de la Provincia
- Sitio federal (IFAM) Instituto Federal de Asuntos Municipales
- Coordenadas geográficas

- Datos: Q8347979
- Multimedia: Colonia Cavour / Q8347979